# Helena (Arkansas)
Helena è la parte orientale di Helena-West Helena, una città dell'Arkansas (Stati Uniti), situata nella contea di Phillips, .
Secondo lo United States Census Bureau, al censimento dell'anno 2000 la località aveva una popolazione di 6.323 abitanti. La sua superficie è di 23,1 km².
Fino al 1º gennaio 2006 Helena è stata sede della contea di Phillips. Da allora è incorporata a West Helena, la parte occidentale della città, nel formare il capoluogo di contea Helena-West Helena.